# FeliXart Museum

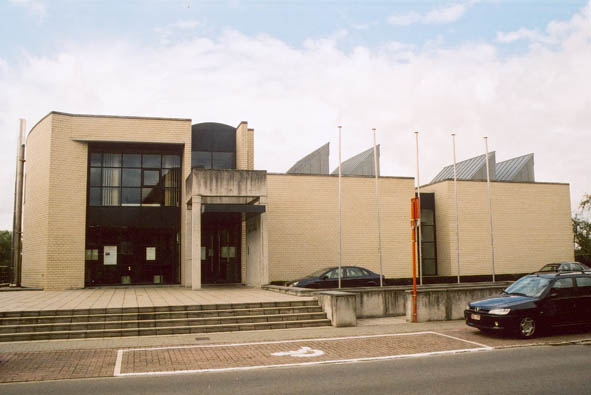

Het FeliXart Museum (voorheen Museum Felix De Boeck) is een museum in Drogenbos (Vlaams-Brabant), gewijd aan de schilder Felix De Boeck (1898-1995).
Het museum bevindt zich naast de hoeve waar De Boeck woonde. Het is gehuisvest in een modern gebouw, dat gereedkwam in 1996. De schilder legde zelf de eerste steen van het gebouw, maar stierf ongeveer een jaar voor de opening.
Het museum biedt een overzicht van het werk van De Boeck en organiseert sinds 2006 ook tijdelijke tentoonstellingen van werk van anderen. 